# Viggo Johansen
Viggo Johansen (3. januar 1851 i København – 18. december 1935 sammesteds) var en dansk maler. Han var bror til forfatteren Helga Johansen og far til billedhuggeren Nanna Ullman.
Johansen er søn af en islandsk købmand og konstitueret klokker ved Trinitatis Kirke i København Fredederik Christoph Johansen (1804–1874) og Camilla Olivia Petrine født Jepsen (1815–1892). Hans kunstneriske evner lagde sig tidlig for dagen, og efter at han havde fået nogen undervisning hos arkitekt C.V. Nielsen, og Wilhelm Marstrand havde udtalt sig anerkendende om hans tegneforsøg, kom han i 1868 ind på Kunstakademiet, som han forlod i 1875. Det følgende år udstillede han sit første billede, et portræt, og i 1877 to ejendommelige småbilleder: Et måltid og Nabokonens besøg, der så at sige indeholdt hans kunst in nuce (i en nøddeskal). 
Johansen var nemlig, skønt han forsøgte sig med held i forskellige andre retninger, først og fremmest genremaler; han yndede de simple, usammensatte motiver, der gav ham lejlighed til at skildre mennesker i deres dagligdags omgivelser, og foretrak i reglen det lille lærred for det store. Der foreligger en mængde sådanne småbilleder fra hans hånd, snart forestillende en enkelt figur: Ung pige i et køkken (1881), En kone, der vander blomster (1882), En kone, der skræller kartofler (1885), snart sovekammerscener, afteninteriører og lignende med flere figurer. Disse arbejder interesserer ved deres sunde følelse og vederhæftighed, hvortil kommer en dygtig, indtrængende karakteristik, der giver dem værd og indhold. 
Et af de betydeligste billeder, kunstneren har malet, er Aftenpassiar (1886), der indbragte ham Udstillingsmedaljen og indkøbtes af Den Kongelige Malerisamling. det rummer ikke blot fortrinlige portrætter og et livligt sammenspil mellem figurerne, men interiøret, de døde genstande, fordelingen af lyset i rummet m. m. er udførte med sjælden dygtighed. Johansen har desuden leveret værdifulde landskaber, for det meste aftenbilleder fra Skagen og Tisvilde, ligesom han i de senere år er slået ind på dyrmaleriet.
I 1884 og 1885 fik kunstneren en akademisk rejseunderstøttelse og besøgte først Skagen, derefter Holland, Belgien og Paris. Trods disse og gentagne ophold i udlandet har han dog så godt som udelukkende behandlet hjemlige motiver, som om han kun i fædrelandet havde fast grund under fødderne. I 1887 valgtes Johansen til medlem af Akademiet og har i flere år været en anset og dygtig lærer ved kunstskolen for kvinder. Han er gift med Martha født Møller, datter af proprietær Møller til Thirup. 
Han blev Ridder af Dannebrog 1894, Dannebrogsmand 1915 og Kommandør af 2. grad 1919.
Johansen er begravet på Vestre Kirkegård.

## Galleri
- Udsigt til Tibirke kirke (1886)
- Aftenpassiar (1886)
- Martha (1890)
- Glade jul, 1891, Den Hirschsprungske Samling[1]
- "Børn, der maler forårsblomster" (1894)
- "Kunstnerens familie" (1895)
- Stille nat (omkring 1900)
- Kunstnerfest (1903)
- Både på Skagens sydstrand (1910)